# Provírus

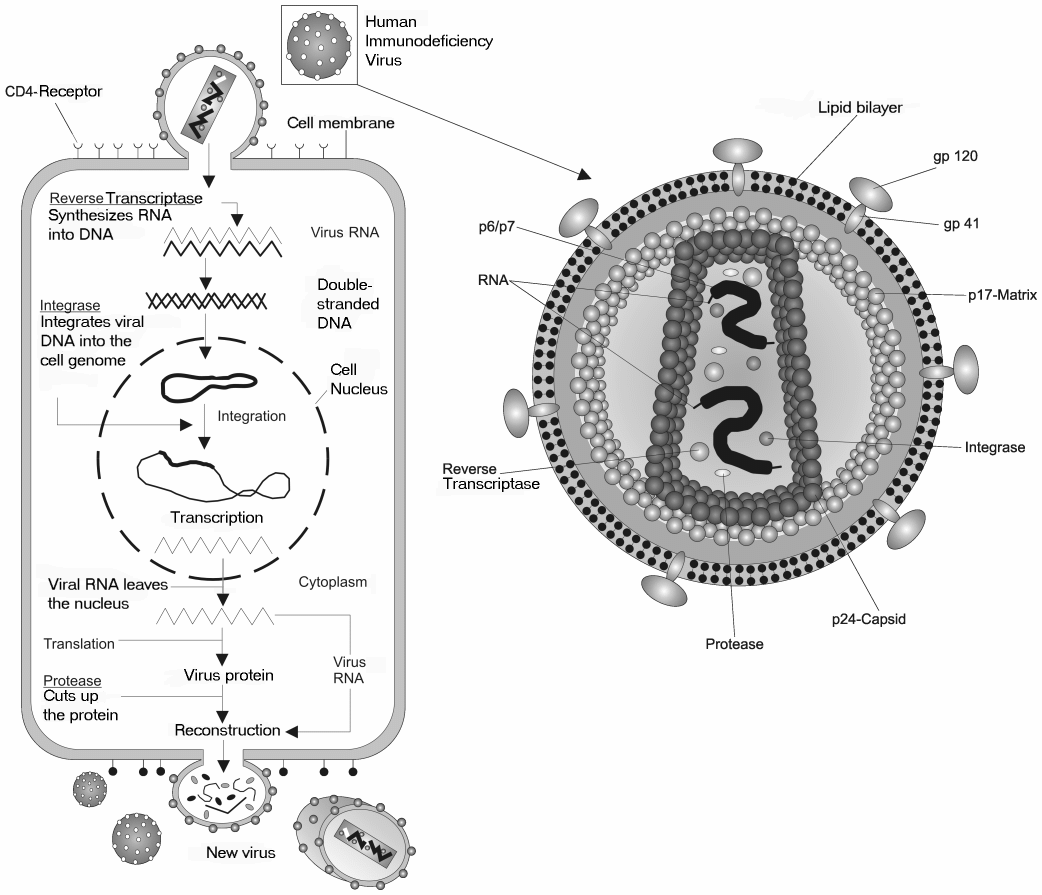
A HIV replikációs ciklusa

A provírus olyan vírusgenom, amely beépült a gazdasejt DNS-ébe. A retrovírusok és a bakteriofágok életciklusának jellemzően van ilyen szakasza, de lehet provírus pl. az adeno-asszociált vírus is. A fágok esetében a provírusokat profágoknak is nevezik. A fágok és retrovírusok provírus életszakasza jelentősen különbözik egymástól; az előbbiek környezeti stressz hatására aktiválódnak és kivágódnak a gazda kromoszómájából, míg a retrovírus provírusa a sejt pusztulásáig ott marad.
Ez az állapot lehet a vírus replikációjának egy ideiglenes szakasza, vagy olyan állapot is, amely hosszabb ideig fennmarad inaktív vírusfertőzésként vagy endogén víruselemként. Inaktív vírusfertőzés esetén a vírus nem replikálódik, de a gazdasejt osztódásakor átkerül a leánysejtek kromoszómáiba. Ez az állapot a gazdasejt számos generációján keresztül fennállhat.
Az inaktív provírus nem készít magáról közvetlenül másolatokat. Ehelyett passzívan replikálódik a gazdaszervezet genomjával együtt és továbbadódik az eredeti sejt utódainak; a fertőzött sejt minden utódja szintén hordozza a provírust. A fágok esetében ezt nevezik lizogén replikációs ciklusnak. Az integráció eredményezhet látens fertőzést vagy produktív fertőzést. Utóbbi esetben a provírusról mRNS íródik át és új vírusrészecskék termelődnek, amelyek viszont a litikus replikációs cikluson keresztül más sejteket fertőznek meg. Környezeti stressz hatására vagy a gazda védekezési rendszerének leromlása esetén a látens provírus aktiválódhat és megkezdheti genomjának átírását és a produktív fertőzés a gazdasejt pusztulását okozhatja.
A retrovírus a gazdasejt megfertőzésekor a saját RNS-ét reverz transzkriptáz enzimjével DNS-sé írja át, majd az integráz beilleszti a gazda genomjába. Az endogén retrovírusok elvesztették replikációs képességüket és állandóan provírus állapotban maradtak. A humán genomban állandóan jelenlévő provírusok (endogén retrovírusok) az emberi DNS mintegy 8%-át teszik ki.

## Fordítás
- Ez a szócikk részben vagy egészben  a   Provirus című angol Wikipédia-szócikk ezen változatának fordításán alapul.  Az eredeti cikk szerkesztőit annak laptörténete sorolja fel. Ez a jelzés csupán a megfogalmazás eredetét és a szerzői jogokat jelzi, nem szolgál a cikkben szereplő információk forrásmegjelöléseként.